# Black Thunder Creek
Der Black Thunder Creek ist ein etwa 112 km langer, linker Nebenfluss des Cheyenne River im Osten des US-Bundesstaates Wyoming.

## Verlauf
Der Black Thunder Creek entspringt im südöstlichen Campbell County, etwa 30 km nordöstlich von Wright auf einer Höhe von rund 1490 m. Von dort fließt er in südöstliche Richtung durch die Great Plains, erreicht das Weston County und unterquert den Wyoming Highway 450. Der Fluss fließt durch Teile des Thunder Basin National Grassland und erhält mit dem Little Thunder Creek von rechts seinen längsten Nebenfluss. Nach knapp 112 km mündet er im südlichen Weston County auf einer Höhe von 1228 m in den Cheyenne River.

## Hydrologie
Der Black Thunder Creek ist als Nebenfluss des Cheyenne Rivers Teil des Einzugsgebietes des Missouri, der sich über den Mississippi in den Golf von Mexiko entwässert. Das Einzugsgebiet des Black Thunder Creek umfasst ein Areal von etwa 1500 km² und grenzt an die Einzugsgebiete von Antelope Creek im Südwesten, Lodgepole Creek im Nordosten und Belle Fourche River im Norden. Der Abfluss am Pegel in Hampshire beträgt 0,19 m³/s, die größten Abflüsse finden sich in den Monaten März und Mai. Der Black Thunder Creek weist aufgrund seiner Lage in den semiariden Great Plains eine periodische Wasserführung auf.

## Belege
1. 1 2 3 4 5 6  Black Thunder Creek. In: Geographic Names Information System. United States Geological Survey, United States Department of the Interior (englisch).
2. ↑  USGS 06376300 BLACK THUNDER CREEK NEAR HAMPSHIRE, WY. Abgerufen am 17. September 2024.